# Isla-Verde-Straße
Die Isla-Verde-Straße ist eine Meerenge in den Philippinen, die die Inseln Luzon und Mindoro trennt. 
Sie verbindet den südwestlichen Teil des Südchinesisches Meeres mit der Sibuyan-See und ist ein Meeresarm, auf dem der Schiffsverkehr zwischen Manila mit den Hafenstädten in der Visayas-, Mindanao-Region und zwischen Batangas City und Puerto Galera abgewickelt wird. In dem Meeresarm liegen die Inseln Verde und Maricaban, die beide beliebte Touristenziele sind. Im Norden der Isla-Verde-Straße liegen die Buchten von Batangas und Balayan. Beide Buchten trennt die Calumpang-Halbinsel, auf der der 501 Meter hohe Vulkan Panay eine markante Landmarke für den Schiffsverkehr ist. Den westlichen Ausgang des Seeweges markiert die Calatagan-Halbinsel. Im Nordwesten der Meerenge liegen die Lubang-Inseln und die weniger stark befahrene Calavite-Straße. 

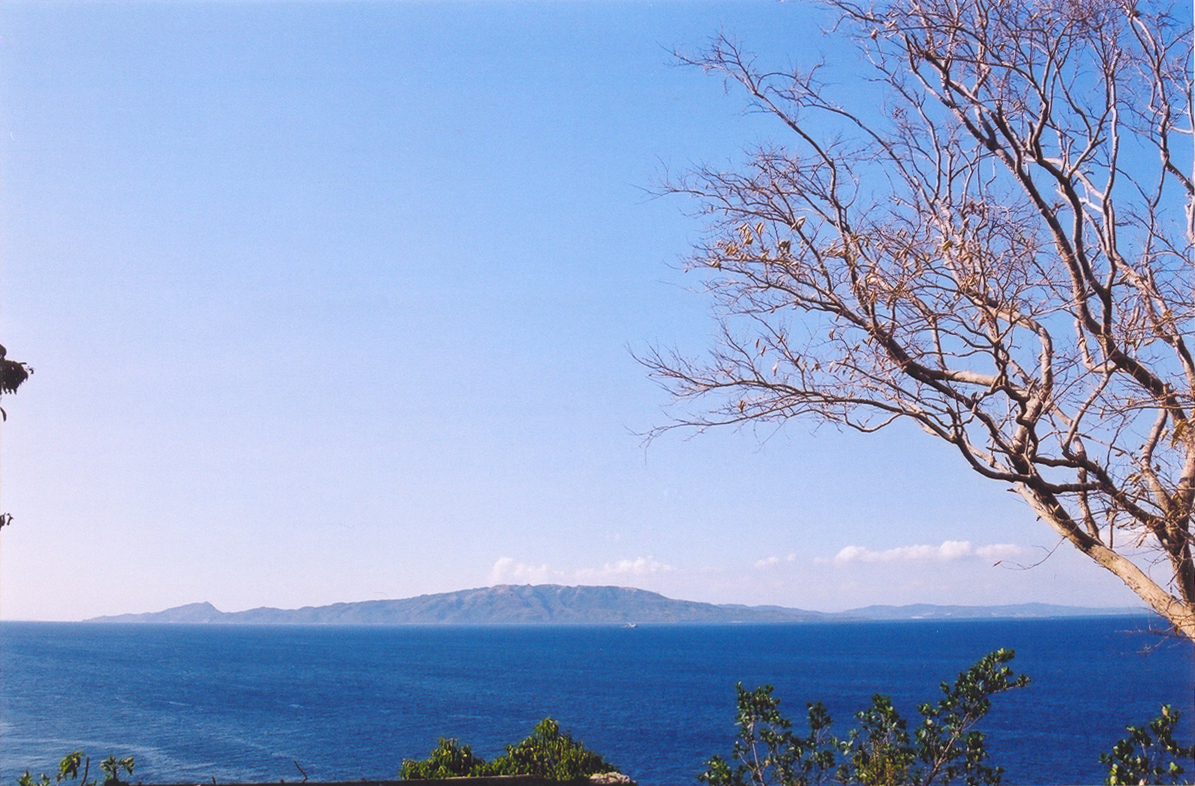
Die Isla-Verde-Straße von Puerto Galera aus gesehen

Die Insel Verde und die Meerenge wurden nach Kapitän Juan Verde benannt, der im 16. Jahrhundert die Region Batangas für die spanische Krone unterwarf, die zur damaligen Zeit den Namen Balayan de Kumintang erhielt. 
Die Isla-Verde-Straße gilt als ein Hot Spot der Biodiversität, weltweit. So wurden mehr als 300 verschiedene Arten von Korallen und mehr als 1000 verschiedene Arten von Fischen in der Meerenge aufgezeichnet. Es wurden auch die Echte Karettschildkröte, die Oliv-Bastardschildkröte, der Dunkle Riesenzackenbarsch (Epinephelus lanceolatus) und die seltenen Riesenmuscheln in der Meerenge gefunden. 